# Maltepe (estación)
Maltepe es una estación de Ankaray, componente del metro de la ciudad de Ankara, Turquía que se encuentra en el barrio homónimo, del distrito de Çankaya.
- Datos: Q16597121
- Multimedia: Maltepe Station, Ankara / Q16597121